# Sebastiaan Jeremias Johannes Henricus Smits
Sebastiaan Jeremias Johannes Henricus Smits (Goor, 1809 – Doornspijk, 10 september 1861) was een Nederlands burgemeester van de gemeenten Oldebroek en Doornspijk.
Smits werd geboren in Goor als zoon van Hozeas Smits en Geertruit Lubberwijn Margrita van Coeverden. Zijn vader was markerichter en griffier van de marke Elsen in het schoutambt Markelo.
Smits was van 1838 tot 1840 burgemeester van de gemeente Oldebroek. Na deze korte periode werd hij in 1840 burgemeester van de buurgemeente Doornspijk. Dit bleef hij tot zijn overlijden op 52-jarige leeftijd in 1861.